# 赫楞
赫楞（英語： /ˈhɛlɪn/），又譯為赫倫、希倫，是神话中希腊人的祖先，杜卡利翁（亦有说法为宙斯）和皮拉所生之子，安菲克堤翁的兄弟，育有埃俄罗斯，克苏托斯和多洛斯。
一词来源于前缀（“太阳，光明”） + (“岩石，石头”)。在古希腊语中是“阳光与岩石之地”的意思。他的名字同时是“希腊的”的意思，意思是一个有希腊血统的人，或是希腊文明的附属。他的每一个儿子都创建了一个主要的种族：埃俄罗斯创建埃俄利亚族（或譯伊奧利亞人），多洛斯创建多利安族，克苏托斯创建亚该亚族（来源于他的儿子阿該俄斯）与爱奥尼亚族（来源于克苏托斯的儿子伊昂，可能是庶生的），等等。
根據修昔底德的記載，他们征服了希腊的佛提亚地区，随后将他们的统治范围扩展到其他的希腊城市，于是那些地区的人便因为他们祖先的名字，而被称为希腊人（Hellenes）。希臘人這個民族名稱可以追溯到荷馬的時代，在史詩《伊利亚特》中，“Hellas” （Ἑλλάς）和“Hellenes”是居住于佛提亚的部族名稱，由阿喀琉斯領導。